# Garde soviétique
Pour les articles homonymes, voir Garde (unité militaire).
La Garde soviétique est un ensemble d'unités militaires d'élite au sein des forces armées soviétiques. Ces unités, à l'origine « comme les autres », recevaient à titre honorifique le qualificatif « de la Garde » faisant suite à des actions d'éclat au cours de la Seconde Guerre mondiale.
Après la dissolution de l'Union soviétique et de ses forces armées en 1992, la tradition des unités de la Garde a été transférée au sein des forces armées de plusieurs des anciennes républiques socialistes soviétiques, qu'il s'agisse des actuelles forces armées biélorusses (en biélorusse : Гвардыя Hvardyya), russes (en russe : Гвардия, Gvаrdіуа) ou ukrainiennes (en ukrainien : Гвардія Hvardiya).

## Origine
Cette appellation trouve son origine dans la désignation des unités de la Garde impériale de l'époque tsariste.
Le titre de « Garde soviétique » a été créé par l'ordre du Commissariat du peuple à la défense de l'Union soviétique no 303 ou 308[réf. nécessaire] du 18 septembre 1941, conformément à la décision prise par le commandant en chef suprême de la Stavka. Il vient d'abord honorer les unités s'étant distinguées lors de l'offensive d'Ielnia. Ainsi, les 100e (ru), 127e, 153e et 161e divisions de fusiliers deviennent respectivement les 1re, 2e, 3e et 4e divisions de fusiliers de la Garde (en).
Le titre honorifique peut être décerné aussi bien à des divisions qu'à des armées soviétiques. Ce privilège pouvait être octroyé aussi bien à des unités terrestres qu’aériennes ou navales.

## Attributions
Par la suite, d'autres unités reçoivent ce titre honorifique. C'est le cas de la 316e division de fusiliers (en), rebaptisée 8e division de fusiliers de la Garde (en) le 18 novembre 1941, les hommes menés par Ivan Panfilov intégrant dès lors également le terme de Panfilovskaya dans la désignation complète de leur unité. Au 31 décembre 1941, les 107e (ru), 120e (ru), 64e, 316e, 78e et 52e divisions de fusiliers (ru) étaient devenues respectivement les 5e, 6e, 7e, 8e, 9e (ru) et 10e divisions de fusiliers de la Garde (en). Certaines unités de chars ont également reçu ce titre honorifique, comme le 47e régiment de percée de chars de la garde séparée, le lieutenant-colonel Adilbekov.
Une vingtaine de brigades aéroportées soviétiques deviennent les 11e, 12e (ru), 13e (ru), 14e (ru), 15e et 16e divisions de fusiliers de la Garde (ru) en décembre 1943[Information douteuse]. 

## Caractéristiques

### Armement et dotation

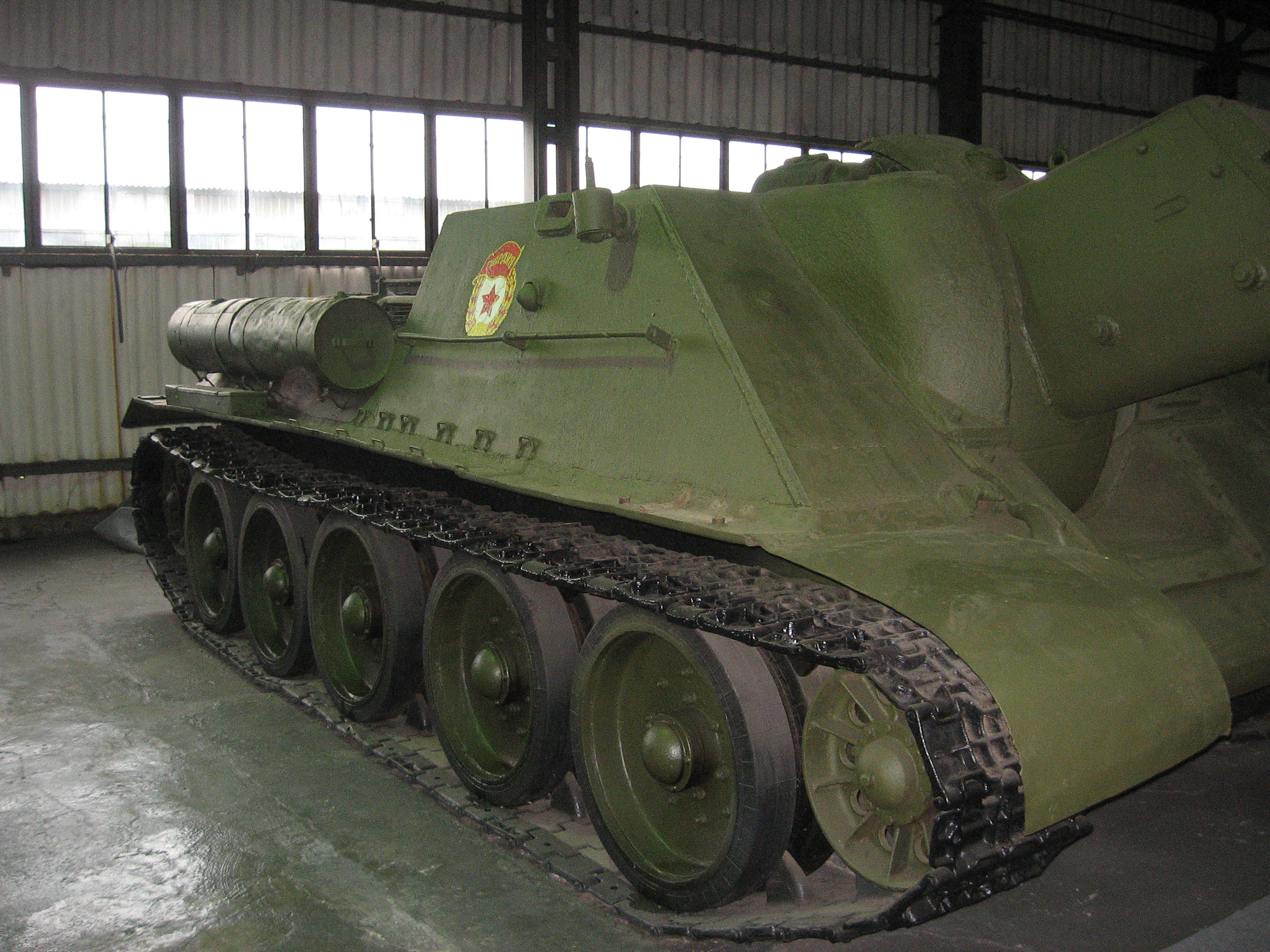
Un canon automoteur SU-122 arborant les insignes de la Garde, au musée des blindés de Koubinka.

Toutes les unités d'artillerie de la Garde étant dotées de batteries de lance-roquettes Katioucha. Ces sections étaient appelées unités de mortiers de la Garde — brigades ou régiments.

### Vexillologie et phaléristique

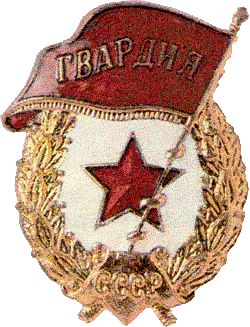
Badge de la Garde soviétique.

Les unités et formations ayant reçu la dénomination honorifique de Garde soviétique sont dès lors détentrices de la bannière (en) spéciale de la Garde, selon la décision du Præsidium du Soviet suprême de l'Union soviétique.
Le 21 mai 1942, le Præsidium du Soviet suprême de l'URSS crée le badge de la Garde soviétique. Celui-ci est porté à droite de la poitrine par tout soldat d'une unité de la Garde. En juin 1943, la bannière rouge de la Garde est instituée, à destination des forces terrestres, puis en février 1944 pour la marine soviétique.

### Grades
Le 21 mai 1942, le Præsidium du Soviet suprême de l'URSS crée les grades de la Garde soviétique.

## Après la Seconde Guerre mondiale
À la suite de la victoire de 1945, de nombreuses unités de la Garde soviétique stationnent en Europe de l'Est. Voir le cas du Groupement des forces soviétiques en Allemagne.
Lors de l'éclatement de l'Union soviétique, certaines unités militaires ont conservé la tradition des unités soviétiques dont elles sont issues. C'est le cas au sein de la fédération de Russie, de la Biélorussie et de l'Ukraine.
En outre, dans d'autres anciennes républiques socialistes soviétiques, les forces armées conservent une branche de gardes. C'est notamment le cas en Arménie, Azerbaïdjan, Géorgie, Kazakhstan (2 500 gardes républicains en 1994), Tadjikistan, Turkménistan et Ouzbékistan.

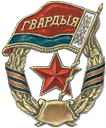
Badge des gardes biélorusses
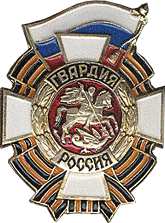
Badge des gardes de la fédération de Russie
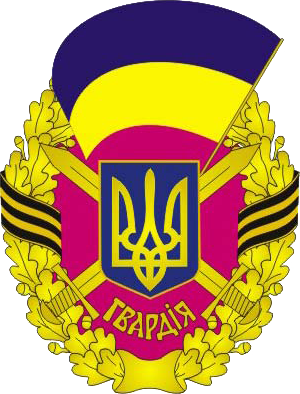
Badge des gardes ukrainiens